# Aranyosszék

„Aranyos Seat”, 1769-73

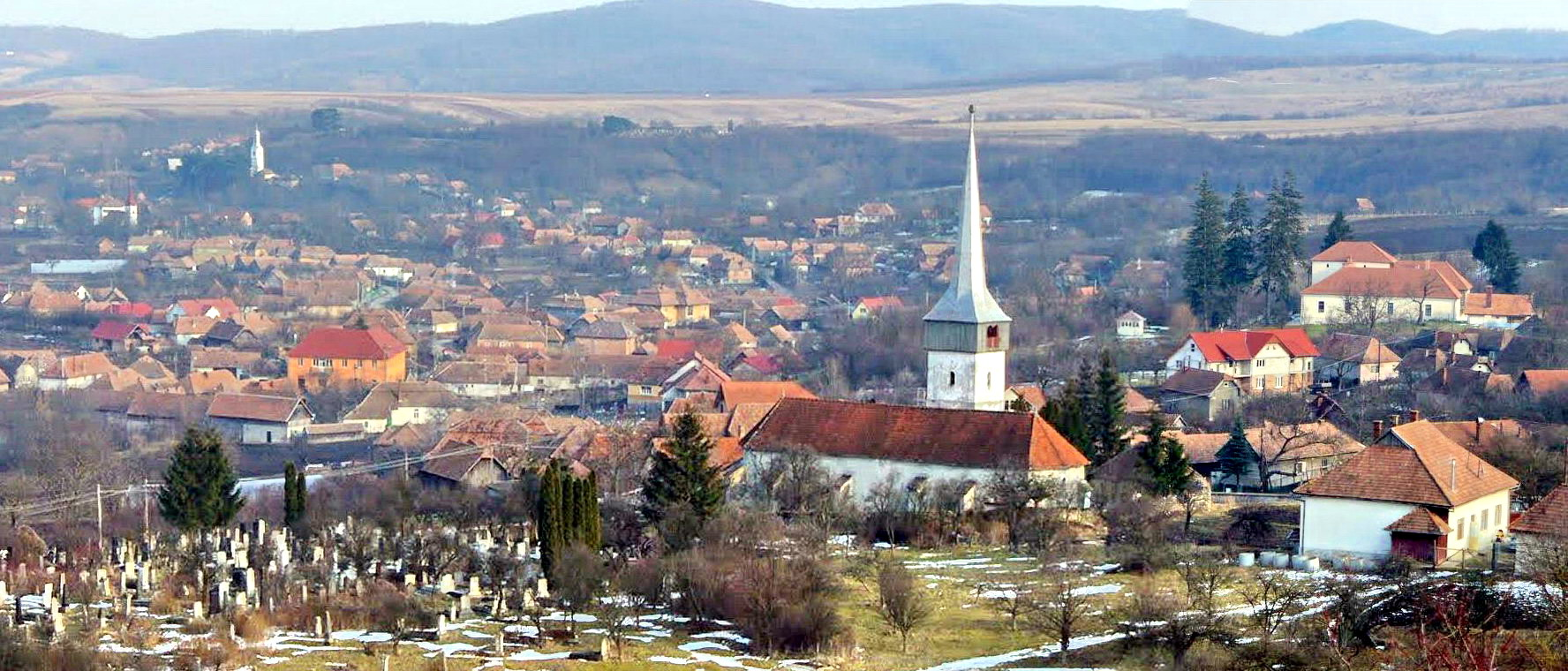
Panorama van Moldovenesti (Várfalva)

Aranyosszék (Latijn: Sedes Aurata); (Roemeens: Scaunul Arieşului) was een autonoom Hongaars gebied (een zogenaamde stoel) in Transsylvanië bewoond door de Szeklers die leefden in de vallei van de rivier de Arieș (Hongaars: Aranyos).
De vrije Székely-Hongaren kregen een deel van de landerijen die behoorden tot de koning van Hongarije rond het oude Turda-kasteel (nu een ruïne, in de omgeving van Moldovenești), als dank voor hun hulp in de strijd tegen de Mongolen. Rond het jaar 1270 vestigden de Széklers zich in 21 dorpen in het gebied. Het is hiermee het jongste Székely-territorium (het Székelyföld werd eerder bevolkt).
Het centrum van de Aranyosszék was een kleine marktstad (oppidum), Felvinc, nu Unirea in het district Alba.
Aan het eind van de negentiende eeuw werd het administratieve systeem van het Koninkrijk Hongarije gewijzigd en werd Aranyosszék onderdeel van het comitaat Torda-Aranyos.
Vandaag de dag is het gebied onderdeel van de districten Alba en Cluj in Roemenië.
Călărași (Cluj) (Hongaars: Harasztos) heeft naast Moldovenești (Hongaars: Várfalva) vandaag de dag nog een Hongaarse meerderheid.

## Gemeenten
- Călărași (Cluj)
- Lunca Mureșului
- Mihai Viteazu (Cluj)
- Moldovenești
- Unirea

## Bevolking
De bevolking van Aranyosszék heeft een multi-etnisch karakter. De Hongaren waren na hun komst naar het gebied eeuwenlang in de meerderheid. Vanaf het verdrag van Trianon in 1920 en vooral in de Tweede Wereldoorlog zijn veel Hongaren vertrokken uit het gebied.
In 2011 woonden er volgens de volkstelling in de vijf gemeenten in totaal 17.961 inwoners. Hiervan waren er 4.898 of 27% Hongaars.
In 2002 woonden volgens de volkstelling in de vijf gemeenten in totaal 21.481 inwoners. Hiervan waren er 5.942 of 28% Hongaars.
Moldovenesti was de enige gemeente waar de Hongaren de meerderheid vormden (58% Hongaren).
In 1910 woonden er volgens de volkstelling in de vijf gemeenten in totaal 21.556 inwoners. Hiervan waren er 11.572 Hongaars (54%).
Unirea was toen de enige gemeente waar de Roemenen de meerderheid vormden (70% Roemenen).

### Hongaarse gemeenschap
De volgende 12 dorpen in de streek kennen een Hongaarse gemeenschap:
- Plăieşti (Kövend) 620 inwoners, waarvan 495 Hongaren (82,2%)
- Moldoveneşti (Várfalva) 1 207 inwoners, waarvan 785 Hongaren (66,1%)
- Stejeriş (Kercsed) 174 inwoners, waarvan 111 Hongaren (64,9%)
- Călăraşi (Harasztos) 824 inwoners, waarvan 484 Hongaren (59,5%)
- Bădeni (Bágyon) 704 inwoners, waarvan	408 Hongaren (58,9%)
- Mirăslău 	(Miriszló) 813 inwoners, waarvan 274 Hongaren (35,8%)
- Decea (Marosdécse) 681 inwoners, waarvan 252 Hongaren (38,4%)
- Corneşti (Sinfalva) 769 inwoners, waarvan	252 Hongaren (33,8%)
- Lunca Mureşului (Székelykocsárd) 1 951 inwoners. waarvan 590 Hongaren (31,2%)
- Mihai Viteazu (Szentmihályfalva) 4 129 inwoners, waarvan 946 Hongaren (23,5%)
- Cheia (Mészkő) 525 inwoners, waarvan 116 Hongaren (23,5%)
- Unirea (Felvinc) 3 414 inwoners, waarvan 487 Hongaren (15,1%)

(Bron: volkstelling 2011, Roemenië via www.erdelystat.ro)
Oorspronkelijk behoorde ook het dorp Poiana (Aranyospolyán) bij de streek, dit dorp werd echter in 1966 opgeslokt door de nabijgelegen stad Turda.
In 1910 had dit dorp 1156 inwoners, 710 Hongaren (61%), in 1966 had het 2673 inwoners, 780 Hongaren (29%).
In de directe omgeving van de streek ligt de stad Aiud, hier is een grote Hongaarstalige middelbare school.

## Galerij

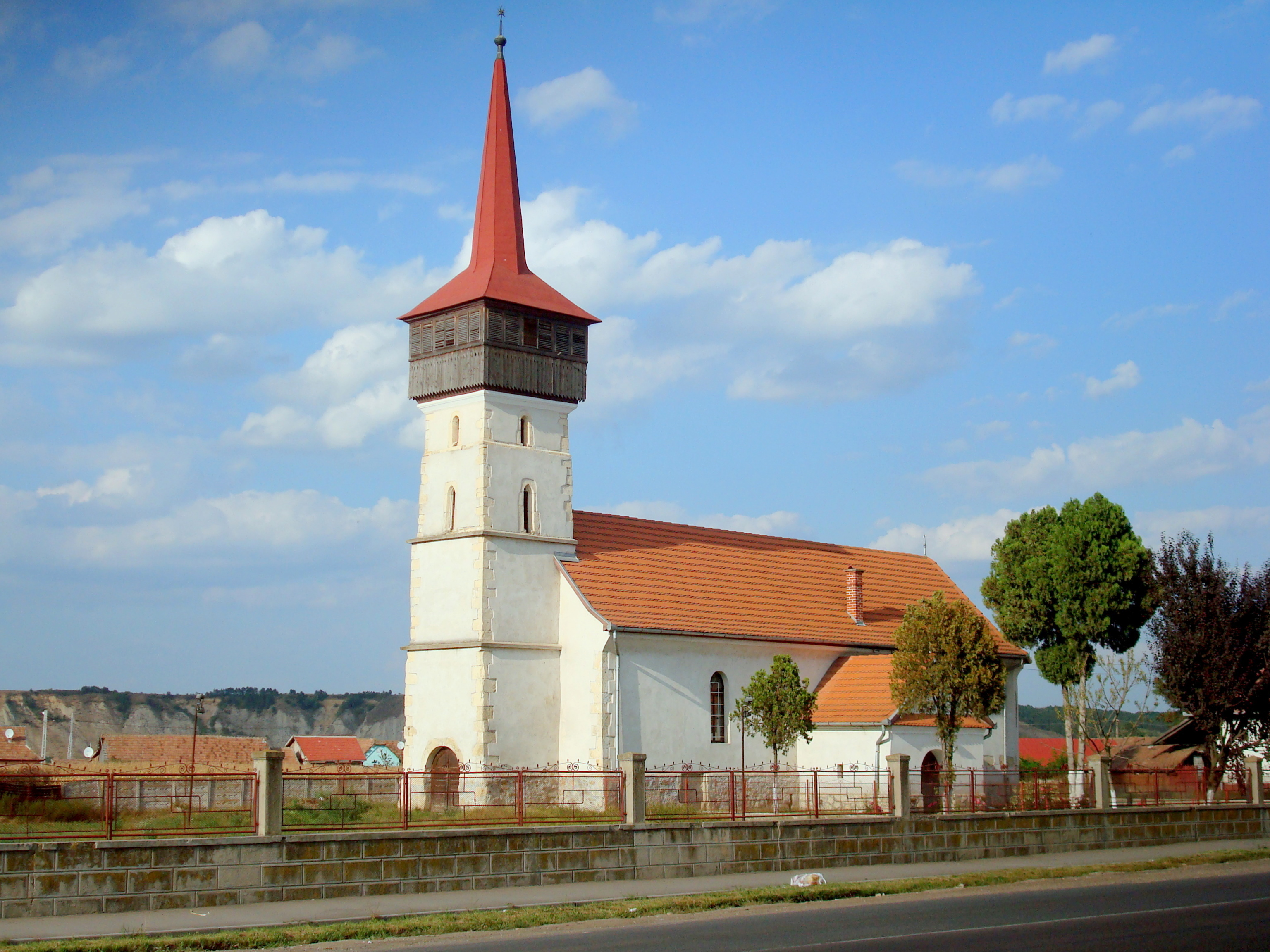
Hongaars Gereformeerde kerk van Poiana (Aranyospolyán)
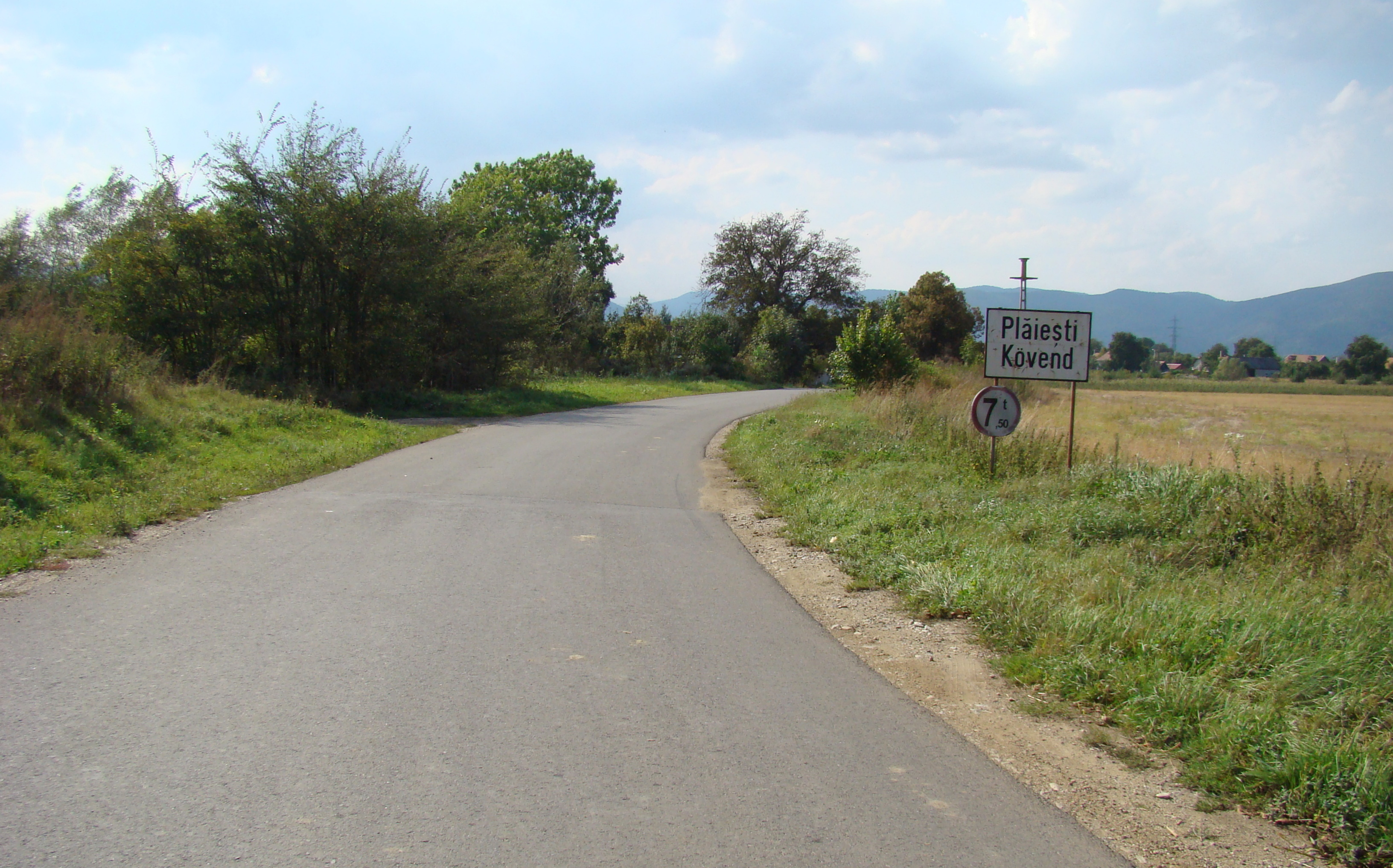
komgrens Kövend (Plăieşti)
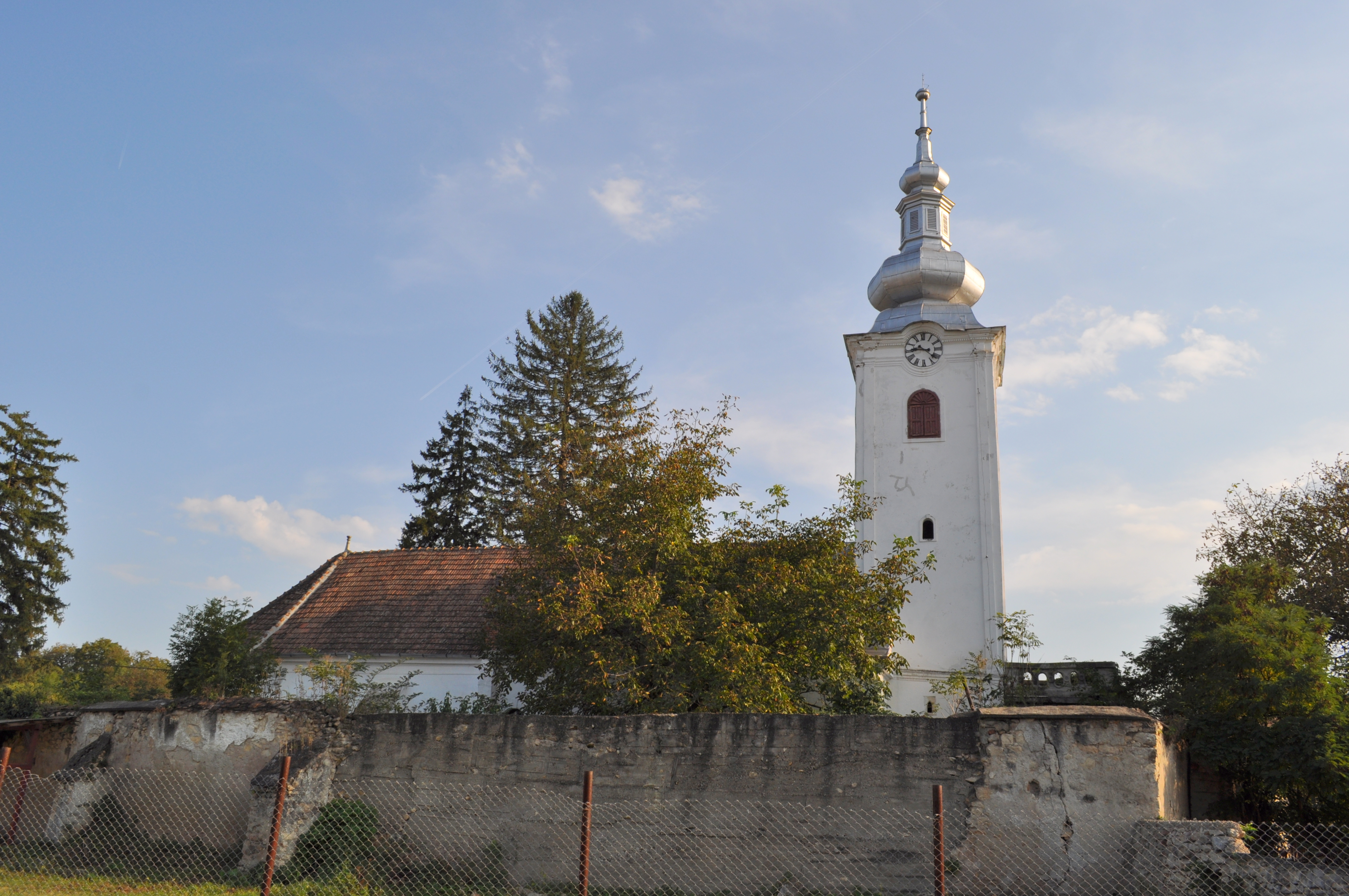
Unitarische kerk van Kövend (Plăieşti)
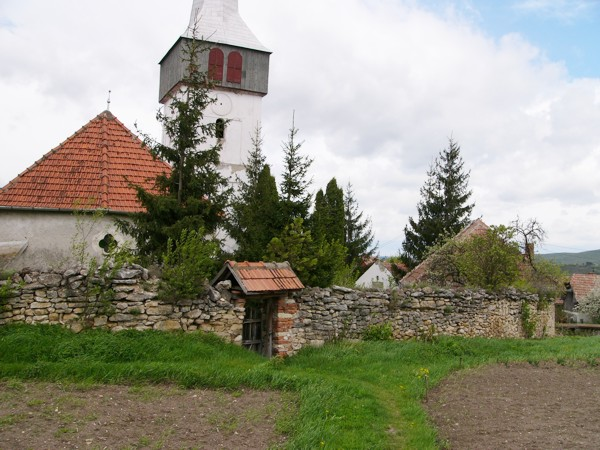
Unitarische kerk van Moldoveneşti (Várfalva)
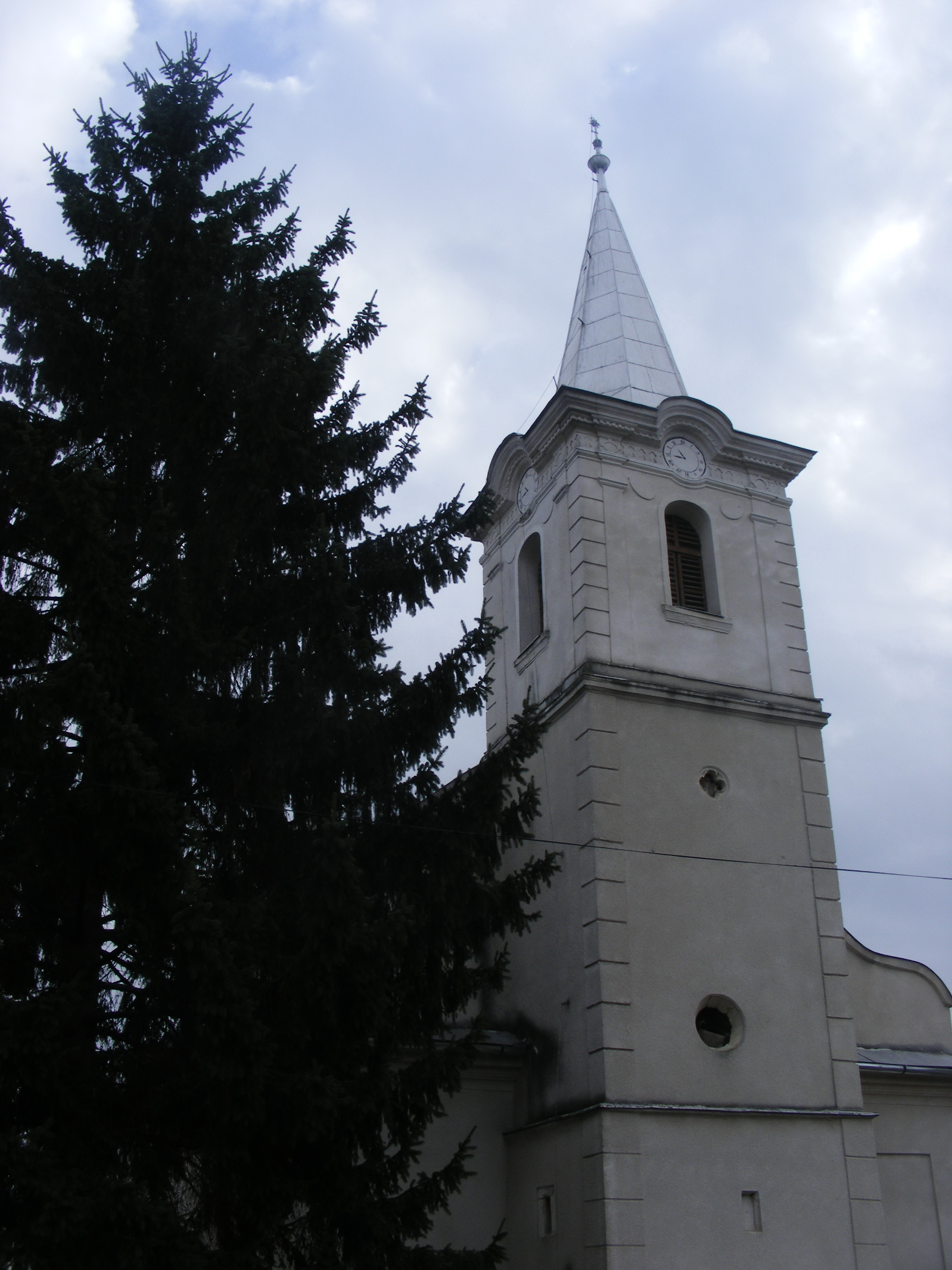
Hongaars Gereformeerde kerk van Călăraşi (Harasztos)
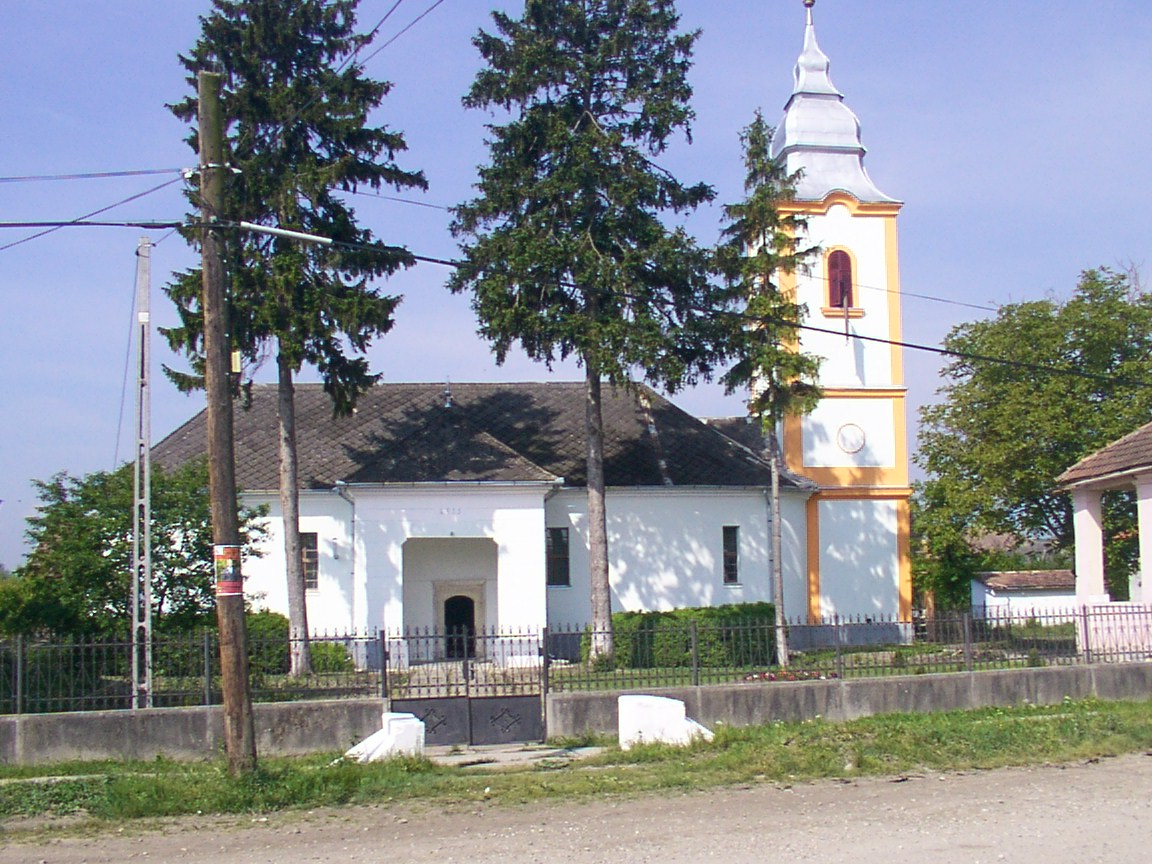
Hongaars Gereformeerde Kerk van Lunca Mureşului (Székelykocsárd)
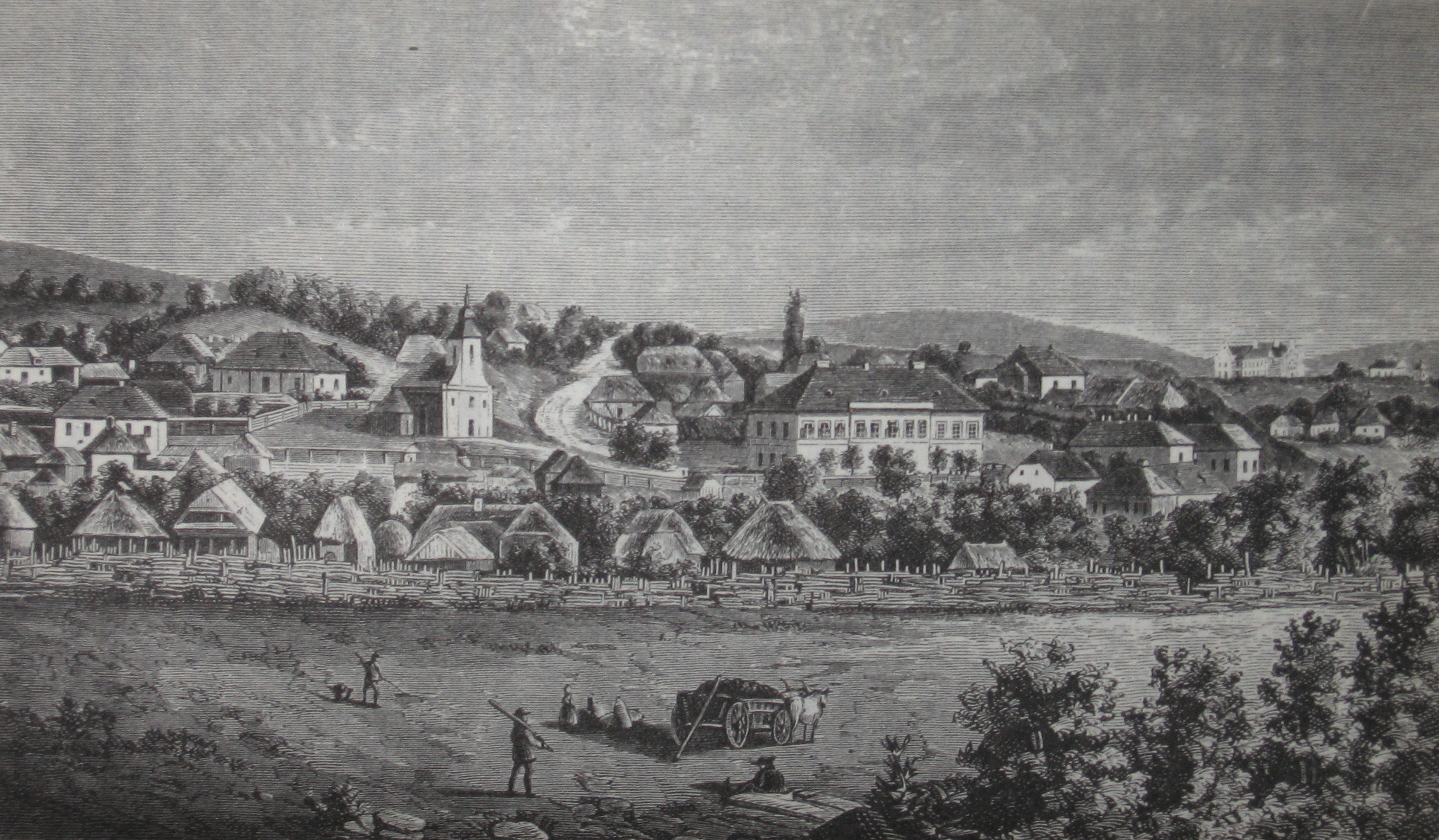
Gravure van Unirea (Felvinc) in de 19e eeuw